# Scandia (Kansas)
Scandia és una població dels Estats Units a l'estat de Kansas. Segons el cens del 2000 tenia 436 habitants.

## Demografia
Segons el cens del 2000, Scandia tenia 436 habitants, 192 habitatges, i 123 famílies. La densitat de població era de 358,2 habitants/km².
Dels 192 habitatges en un 30,2% hi vivien nens de menys de 18 anys, en un 57,8% hi vivien parelles casades, en un 4,7% dones solteres, i en un 35,9% no eren unitats familiars. En el 33,3% dels habitatges hi vivien persones soles el 20,8% de les quals corresponia a persones de 65 anys o més que vivien soles. El nombre mitjà de persones vivint en cada habitatge era de 2,27 i el nombre mitjà de persones que vivien en cada família era de 2,91.
Per edats la població es repartia de la següent manera: un 26,8% tenia menys de 18 anys, un 6% entre 18 i 24, un 24,5% entre 25 i 44, un 22,7% de 45 a 60 i un 20% 65 anys o més.
L'edat mediana era de 42 anys. Per cada 100 dones de 18 o més anys hi havia 89,9 homes.
La renda mediana per habitatge era de 29.896 $ i la renda mediana per família de 37.031 $. Els homes tenien una renda mediana de 25.833 $ mentre que les dones 14.688 $. La renda per capita de la població era de 15.619 $. Entorn del 8,1% de les famílies i el 12,8% de la població estaven per davall del llindar de pobresa.

## Poblacions més properes
El següent diagrama mostra les poblacions més properes.